# Canto da Ocidental Praia
Canto da Ocidental Praia é uma ópera em três actos, de António Vitorino de Almeida com libreto de António Vitorino de Almeida baseado em textos de Luís Vaz de Camões, baseada na vida de Luís Vaz de Camões. Estreou no Teatro Nacional de São Carlos, a 10 de junho de 1975, Dia de Portugal, de Camões e das Comunidades Portuguesas, em direto do então Programa 2 da Emissora Nacional, com a participação da Orquestra Filarmónica de Lisboa e do Coro do Teatro de São Carlos, com direção dos maestros Joaquim da Silva Pereira, Mario Pellegrini e Pierre Salzman.
Encomendada pela Emissora Nacional em 1971, só estreou em 1975.

## Personagens principais
| Personagem           | Tipo de Voz  | Ator             |
| -------------------- | ------------ | ---------------- |
| Luís Vaz de Camões   | Baixo        | Álvaro Malta     |
| Jau                  |              |                  |
| Morte                | Meio-soprano | Dulce Cabrita    |
| Petrarca             | Tenor        | João Rosa        |
| Dante Alighieri      | Baixo        | Carlos Fonseca   |
| Virgílio             | Barítono     | António Saraiva  |
| Beatriz              | Soprano      | Elizete Bayan    |
| Garcilaso de la Vega | Tenor        | Fernando Serafim |
| Adamastor (voz)      | Tenor        | Fernando Serafim |

## Sinopse
A ópera é dividida em três atos: o primeiro, foca-se nas influências da obra de Luís Vaz de Camões e em excertos d'Os Lusíadas; o segundo, foca-se na vida do poeta português, mais propriamente o seu contacto com autores clássicos como Virgílio, a sua presença na corte portuguesa, a sua prisão e libertação e deportação; e o terceiro ato narre o naufrágio, o seu regresso a Portugal, o lançamento d'Os Lusíadas e a morte do poeta.

## Críticas
Apesar da qualidade da ópera, a falta de ensaios e a estética foram muito criticadas, chegando a ouvir-se apupos no final. No entanto, foram muitos os aplausos dados, destacando-se Mário Soares, então Secretário-Geral do Partido Socialista e Ministro sem pasta, presente no público.